# S/S Nya Kinda
S/S Nya Kinda var ett svenskt passagerarfartyg, som byggdes 1896 på Mälarvarvet i Stockholm för Ångfartygs AB Linköping-Horn i Linköping. Hon sattes in i trafik på Kinda kanal på traden Linköping - Horn.
Hon övertogs 1904 av  till Kinda Transport AB i Horn. Från 1912 seglade hon på traden Haparanda - Seskarö - Karlsborg - Nederkalix, omdöpt till Seskarö. År 1916 köptes hon till Holmsund, byggdes om till bogserbåt, omdöptes till Bore och året därpå till Nord. Hon var därefter bogserbåt i Söderhamn 1918-1921, |Sundsvall 1921-1927 och Örnsköldsvik 1927-1935.
År 1935 byggdes fartyget om till lastfartyg med först Sundsvall, och sedan Stockholm som hemmahamn.
Fartyget motoriserades 1937 med en dieselmotor på 58 hk och såldes till Kustartilleriet på Vaxholms fästning 1938, där hon tjänstgjorde till 1956. Därefter seglade hon för en redare på Ornö tills hon skrotades, sannolikt 1976.

## Bildgalleri

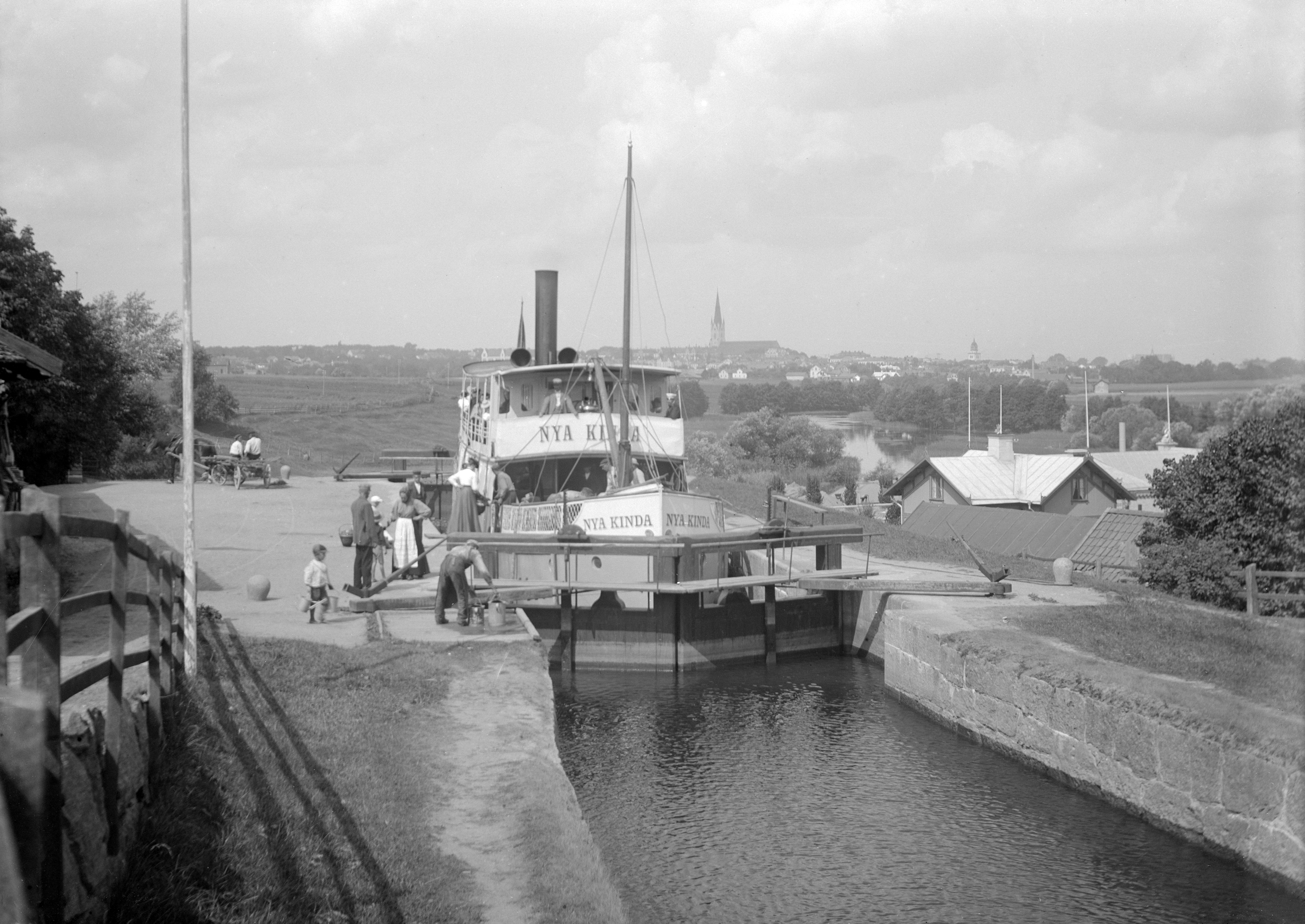
S/S Nya Kinda i Tannefors slussar, 1902.  Foto: Didrik von Essen.